# ماکان بند
ماکان بند یک گروه موسیقی دونفرهٔ ایرانی در سبک پاپ است که در سال ۱۳۹۵ شکل گرفته است. رهام هادیان و امیر مقاره  خواننده‌های این گروه هستند. این گروه در سال ۱۳۹۵ آغاز به کار کرد و خیلی زود به موفقیت رسيد.
اولین تک‌آهنگ این گروه به‌نام «بارون» در سال ۱۳۹۵ منتشر شد و با استقبال گسترده‌ای روبه‌رو شد. آهنگ بارون بعداً در آلبوم نخست این گروه یعنی دیوونه‌بازی قرار گرفت. این گروه با تک‌آهنگ «هر بار این درو» به اوج محبوبیت رسیدند. این گروه در پنجمین دوره جشن موسیقی ما در سال ۱۳۹۷، تندیس طلایی بهترین قطعه برگزیدهٔ موسیقی پاپ از نگاه مردم را برای قطعه «یه لحظه نگام کن» دریافت کرد.

## اعضای گروه

### رهام هادیان
رهام هادیان یکی از خوانندگان این گروه است. او متولد ۷ مرداد ۱۳۷۰ است.
وی به سازهای ویالون، درامز، گیتار، پیانو، دمام، تومبا، هنگ درام، کالیمبا و تنبک مسلط است.
 او هم‌چنین چندین آهنگ را تنظیم و سروده است.
او تابه‌حال چندین آهنگ دمو پخش کرده است که ۶ تا از آن‌ها به‌صورت رسمی منتشر شده‌اند.

وی همچنین تیتراژ پایانی انیمیشن شنگول منگول را خوانده است.

او همچنین تاکنون یک تئاتر بازی کرده است.
| سال انتشار | نام آهنگ  | تنظیم‌کننده       | شعر         | ملودی       | توضیحات                             |
| ---------- | --------- | ---------------- | ----------- | ----------- | ----------------------------------- |
| ۱۴۰۴       | سیاه      | رهام هادیان      | رهام هادیان | رهام هادیان | -                                   |
| ۱۴۰۴       | به سرم زد | میلاد اکبری      | رهام هادیان | رهام هادیان | این آهنگ به مردم بندرعباس تقدیم شد. |
| ۱۴۰۳       | بی انصافی | میلاد اکبری      | رهام هادیان | رهام هادیان | -                                   |
| ۱۴۰۳       | شوک       | میلاد اکبری      | رهام هادیان | رهام هادیان | -                                   |
| ۱۴۰۲       | نخل بی سر | امیرمیلاد نیک‌زاد | رهام هادیان | رهام هادیان | -                                   |
| ۱۴۰۰       | دوره‌گرد   | امیرمیلاد نیک‌زاد | رهام هادیان | رهام هادیان | اولین آهنگ رسمی رهام هادیان         |

#### بازیگری
| سال  | نام              | کارگردان       | مکان نمایش       |
| ---- | ---------------- | -------------- | ---------------- |
| ۱۴۰۳ | تئاتر کأن لَم یَکُن | سیدعلی موسویان | عمارت نوفل‌لوشاتو |

### امیر مقاره
امیر مقاره یکی از دو خواننده این گروه است. او متولد ۳ دی ۱۳۷۴ است.

او تاکنون ۸ آهنگ رسمی و چندین دمو پخش کرده است.

 او تا به حال در یک سریال و یک تئاتر بازی کرده است.
| سال انتشار | نام آهنگ       | تنظیم‌کننده                    | شعر                  | ملودی                | توضیحات                                                                                 |
| ---------- | -------------- | ----------------------------- | -------------------- | -------------------- | --------------------------------------------------------------------------------------- |
| ۱۴۰۴       | توقع           | امیرمیلاد نیک‌زاد              | امیر مقاره و شایان   | امیر مقاره و شایان   | این آهنگ بیش از ۶ دقیقه است.                                                            |
| ۱۴۰۴       | صبح            | میلاد ترابی و کاوه نیک طبیعت  | حسین حافظ و امید یار | حسین حافظ و امید یار | -                                                                                       |
| ۱۴۰۳       | طوفان          | امیر میلاد نیک‌زاد             | امیر مقاره           | امیر مقاره           | این آهنگ بیش از ۷ دقیقه است.                                                            |
| ۱۴۰۳       | ما ادامه داریم | مهدی معظم                     | امیر مقاره و شایان   | امیر مقاره و شایان   | این آهنگ ۶ دقیقه است.                                                                   |
| ۱۴۰۳       | نوبت منم شد    | احسان احمدی                   | طاها یوسفی           | طاها یوسفی           | ـ                                                                                       |
| ۱۴۰۲       | نردبون         | امیرمیلاد نیک‌زاد              | امیر مقاره           | امیر مقاره           | ـ                                                                                       |
| ۱۴۰۱       | نارنجی         | امیرمیلاد نیک‌زاد و حسین غمگین | امیر مقاره           | امیر مقاره           | ـ                                                                                       |
| ۱۴۰۰       | حیف            | امیرمیلاد نیک‌زاد              | امیر مقاره           | امیر مقاره           | این آهنگ تیتراژ پایانی سریال جزیره است. هم‌چنین این آهنگ اولین آهنگ رسمی امیر مقاره است. |

#### بازیگری
| سال  | نام            | کارگردان     | مکان نمایش         |
| ---- | -------------- | ------------ | ------------------ |
| ۱۴۰۳ | تئاتر تیتانیوم | اشکان درویشی | پردیس تئاتر شهرزاد |
| ۱۴۰۰ | سریال جزیره    | سیروس مقدم   | فیلیمو             |

## ترانه‌شناسی

### آلبوم‌ها[۴]
- دیوونه بازی (۳۱ مرداد ۱۳۹۶) که شامل ۱۲ ترانه است:[۵]

| شماره | نام قطعه       | ترانه‌سرا              | آهنگ‌ساز     | تنظیم‌کننده       | مدت  |
| ----- | -------------- | --------------------- | ----------- | ---------------- | ---- |
| ۱     | نرو            | ماکان بند             | ماکان بند   | امیرمیلاد نیکزاد | ۲:۵۹ |
| ۲     | شیک            | آرش عدل‌پرور           | آرش عدل‌پرور | امیرمیلاد نیکزاد | ۳:۰۳ |
| ۳     | باتو آرومم     | ماکان بند             | ماکان بند   | امیرمیلاد نیکزاد | ۲:۴۰ |
| ۴     | چشای تو        | آرش عدل‌پرور           | آرش عدل‌پرور | امیرمیلاد نیکزاد | ۳:۳۲ |
| ۵     | پنجره          | ماکان بند             | ماکان بند   | امیرمیلاد نیکزاد | ۳:۱۷ |
| ۶     | بازیچه         | ماکان بند             | ماکان بند   | امیرمیلاد نیکزاد | ۳:۰۴ |
| ۷     | دیوونه‌بازی     | ماکان بند             | ماکان بند   | انوشیروان تقوی   | ۲:۴۰ |
| ۸     | ای داد         | ماکان بند             | ماکان بند   | امیرمیلاد نیکزاد | ۳:۰۹ |
| ۹     | مثل کوه        | ماکان بند             | ماکان بند   | امیرمیلاد نیکزاد | ۳:۰۶ |
| ۱۰    | این خیابونا    | مهشاد عرب             | ماکان بند   | امیرمیلاد نیکزاد | ۳:۳۱ |
| ۱۱    | بارون          | ماکان بند             | ماکان بند   | امیرمیلاد نیکزاد | ۴:۰۹ |
| ۱۲    | هر بار این درو | ماکان بند - مهشاد عرب | ماکان بند   | امیرمیلاد نیکزاد | ۳:۱۱ |

```
آهنگ‌هایی که ترند بوده‌اند بولد شدند
```

میکس قطعات: امیرمیلاد نیکزاد - مسترینگ: آرش پاکزاد
- نقاشی (۲۸ اسفند ۱۴۰۰) که شامل ۱۶ ترانه است:[۶]

| شماره | نام قطعه      | ترانه‌سرا       | آهنگ‌ساز                  | تنظیم‌کننده                     | مدت  |
| ----- | ------------- | -------------- | ------------------------ | ------------------------------ | ---- |
| ۱     | آسه‌آسه        | شقایق امیرعضدی | آرون افشار               | مهرشاد خنج                     | ۲:۴۸ |
| ۲     | بی‌تقلب        | دنیا کندری     | پدرام پالیز              | حامد برادران - آرش نوایی       | ۳:۱۴ |
| ۳     | بی‌چتر         | رهام هادیان    | رهام هادیان              | سالار نورانی                   | ۳:۱۳ |
| ۴     | حالا که اومدی | امیر مقاره     | امیر مقاره               | مهرشاد خنج                     | ۳:۱۴ |
| ۵     | نقاشی         | امیر مقاره     | امیر مقاره               | امیرمیلاد نیکزاد - احسان احمدی | ۳:۲۴ |
| ۶     | زمستون        | رهام هادیان    | رهام هادیان              | مهرشاد خنج                     | ۳:۵۲ |
| ۷     | دوست دارم     | شقایق امیرعضدی | آرون افشار               | مهرشاد خنج                     | ۳:۱۵ |
| ۸     | حق بده        | امیر مقاره     | رهام هادیان              | احسان احمدی                    | ۳:۵۱ |
| ۹     | خواب بودم     | امیر مقاره     | امیر مقاره و پدرام پالیز | احسان احمدی                    | ۲:۳۲ |
| ۱۰    | گردنم بنداز   | رهام هادیان    | رهام هادیان              | امیرمیلاد نیکزاد               | ۳:۵۳ |
| ۱۱    | سادگیات       | امیر مقاره     | امیر مقاره               | احسان احمدی                    | ۲:۴۷ |
| ۱۲    | ندیدم         | امیر مقاره     | امیر مقاره               | حامد برادران و آرش نوایی       | ۲:۴۳ |
| ۱۳    | بیا           | امیر مقاره     | امیر مقاره               | امیرمیلاد نیکزاد               | ۳:۰۳ |
| ۱۴    | فیلم          | رهام هادیان    | رهام هادیان              | احسان احمدی                    | ۲:۵۶ |
| ۱۵    | دوره‌گرد       | رهام هادیان    | رهام هادیان              | امیرمیلاد نیکزاد               | ۳:۲۶ |
| ۱۶    | حیف           | امیر مقاره     | امیر مقاره               | امیرمیلاد نیکزاد               | ۴:۲۲ |

میکس و مسترینگ قطعات: مهرشاد خنج، محمد فلاحی، حامد برادران، احسان احمدی
- EP (۲۲ آذر ۱۴۰۳ ) که شامل ۴ ترانه است:

| شماره | نام قطعه  | ترانه‌سرا    | آهنگ‌ساز     | تنظیم‌کننده       | میکس و مستر | مدت  |
| ----- | --------- | ----------- | ----------- | ---------------- | ----------- | ---- |
| ۱     | باور من   | امیر مقاره  | امیر مقاره  | احسان احمدی      | احسان احمدی | ۳:۲۶ |
| ۲     | بی انصافی | رهام هادیان | رهام هادیان | میلاد اکبری      | میلاد اکبری | ۳:۰۵ |
| ۳     | دوراهی    | امیر مقاره  | امیر مقاره  | احسان احمدی      | احسان احمدی | ۳:۳۹ |
| ۴     | طوفان     | امیر مقاره  | امیر مقاره  | امیرمیلاد نیکزاد | احسان احمدی | ۷:۱۷ |

### تک‌آهنگ‌ها[۷][۸]
| شماره | تاریخ انتشار     | نام آهنگ‌ها                      | ترانه‌سرا                | آهنگ‌ساز              | تنظیم‌کننده                     |
| ----- | ---------------- | ------------------------------- | ----------------------- | -------------------- | ------------------------------ |
| ۱     | ۱۹ دی ۱۳۹۵       | بارون                           | ماکان بند               | ماکان بند            | امیرمیلاد نیکزاد               |
| ۲     | ۱۹ بهمن ۱۳۹۵     | کنار من باش                     | ماکان بند               | ماکان بند            | امیرمیلاد نیکزاد               |
| ۳     | ۴ اسفند ۱۳۹۵     | خدا پشتمه                       | ماکان بند               | ماکان بند            | امیرمیلاد نیکزاد               |
| ۴     | ۲۱ اسفند ۱۳۹۵    | ببین منو                        | ماکان بند               | ماکان بند            | انوشیروان تقوی                 |
| ۵     | ۲۵ اسفند ۱۳۹۵    | خیالت تخت                       | ماکان بند               | ماکان بند            | امیرمیلاد نیکزاد - رهام هادیان |
| ۶     | ۷ اردیبهشت ۱۳۹۶  | دیوونه                          | ماکان بند               | ماکان بند            | امیرمیلاد نیکزاد               |
| ۷     | ۲۴ اردیبهشت ۱۳۹۶ | این خیابونا                     | مهشاد عرب               | ماکان بند            | امیرمیلاد نیکزاد               |
| ۸     | ۲۹ خرداد ۱۳۹۶    | هر بار این درو                  | ماکان بند - مهشاد عرب   | ماکان بند            | امیرمیلاد نیکزاد               |
| ۹     | ۲۶ تیر ۱۳۹۶      | دلگیری                          | آرش عدل‌پرور             | آرش عدل‌پرور          | امیرمیلاد نیکزاد               |
| ۱۰    | ۱۶ آبان ۱۳۹۶     | یه لحظه نگام کن                 | ماکان بند               | ماکان بند            | امیرمیلاد نیکزاد               |
| ۱۱    | ۶ دی ۱۳۹۶        | دو دیقه بودی                    | ماکان بند               | ماکان بند            | امیرمیلاد نیکزاد - سهیل اباذری |
| ۱۲    | ۶ بهمن ۱۳۹۶      | دیوونه من                       | ماکان بند               | ماکان بند            | امیرمیلاد نیکزاد               |
| ۱۳    | ۲۸ بهمن ۱۳۹۶     | پیشم بخند                       | ماکان بند               | ماکان بند            | امیرمیلاد نیکزاد               |
| ۱۴    | ۲۶ فروردین ۱۳۹۷  | عاشق که می‌شی                    | پیام کیا                | پیام کیا             | امیرمیلاد نیکزاد               |
| ۱۵    | ۲۳ خرداد ۱۳۹۷    | برو دارمت                       | ماکان بند               | ماکان بند            | امیرمیلاد نیکزاد - یاشار خسروی |
| ۱۶    | ۲۹ تیر ۱۳۹۷      | بچه که نیستم                    | ماکان بند و آصف آریا    | ماکان بند و آصف آریا | امیرمیلاد نیکزاد               |
| ۱۷    | ۲۶ آبان ۱۳۹۷     | یه عصر خوب                      | نیلوفر منصوری           | نیلوفر منصوری        | امیرمیلاد نیکزاد               |
| ۱۸    | ۱۷ بهمن ۱۳۹۷     | رفت                             | ماکان بند - یاحا کاشانی | ماکان بند            | امیرمیلاد نیکزاد               |
| ۱۹    | ۲۸ بهمن ۱۳۹۷     | حس عجیب                         | ماکان بند               | ماکان بند            | امیرمیلاد نیکزاد               |
| ۲۰    | ۲۹ اسفند ۱۳۹۷    | کی بودی تو                      | نیلوفر منصوری           | نیلوفر منصوری        | امیرمیلاد نیکزاد - سهیل اباذری |
| ۲۱    | ۹ اردیبهشت ۱۳۹۸  | دوتا ستاره                      | ماکان بند               | ماکان بند            | امیرمیلاد نیکزاد - یاشار خسروی |
| ۲۲    | ۲۳ اردیبهشت ۱۳۹۸ | خدا                             | ماکان بند               | ماکان بند            | امیرمیلاد نیکزاد               |
| ۲۳    | ۱۴ مرداد ۱۳۹۸    | ایرانی اصل                      | محسن حق‌نظری             | ماکان بند            | امیرمیلاد نیکزاد               |
| ۲۴    | ۲۸ مهر ۱۳۹۸      | ناخدا                           | ماکان بند               | ماکان بند            | امیرمیلاد نیکزاد - حسین غمگین  |
| ۲۵    | ۲۳ آذر ۱۳۹۸      | انگار یه خبراییه                | ماکان بند               | ماکان بند            | رهام هادیان                    |
| ۲۶    | ۳۰ دی ۱۳۹۸       | معرفت                           | محسن حق‌نظری             | محمد عابدینی         | امیرمیلاد نیکزاد - حسین غمگین  |
| ۲۷    | ۳۰ خرداد ۱۳۹۹    | با تو                           | ایوب قلعه               | امیر بهادر           | مهرشاد خنج                     |
| ۲۸    | ۱۱ تیر ۱۳۹۹      | دلمو دزدید                      | محسن حق‌نظری             | محمد عابدینی         | امیرمیلاد نیکزاد - حسین غمگین  |
| ۲۹    | ۸ مرداد ۱۳۹۹     | گره کور                         | ماکان بند               | ماکان بند            | امیرمیلاد نیکزاد - یاشار خسروی |
| ۳۰    | ۱ اسفند ۱۳۹۹     | من بد تو خوب                    | ماکان بند               | ماکان بند            | فرشاد یزدی                     |
| ۳۱    | ۵ فروردین ۱۴۰۰   | احساسی می‌شم                     | ماکان بند               | ماکان بند            | امیرمیلاد نیکزاد               |
| ۳۲    | ۳ تیر ۱۴۰۰       | واقعی                           | ماکان بند               | ماکان بند            | امیرمیلاد نیکزاد - میلاد اکبری |
| ۳۳    | ۱۲ مرداد ۱۴۰۰    | به‌جون تو                        | ماکان بند               | ماکان بند            | امیرمیلاد نیکزاد - میلاد اکبری |
| ۳۴    | ۶ مهر ۱۴۰۰       | یه نمه خنده                     | ماکان بند               | ماکان بند            | میلاد اکبری                    |
| ۳۵    | ۷ آذر ۱۴۰۰       | من دلم تنگه                     | ماکان بند               | ماکان بند            | حامد برادران - آرش نوایی       |
| ۳۶    | ۱۳ اسفند ۱۴۰۱    | خوش به‌حال خودم                  | طاها یوسفی              | طاها یوسفی           | امیرمیلاد نیکزاد               |
| ۳۷    | ۳ فروردین ۱۴۰۲   | مسافرت                          | ماکان بند               | ماکان بند            | امیرمیلاد نیکزاد               |
| ۳۸    | ۸ اردیبهشت ۱۴۰۲  | والسلام                         | رهام هادیان             | رهام هادیان          | امیرمیلاد نیکزاد               |
| ۳۹    | ۱۰ خرداد ۱۴۰۲    | بله                             | طاها یوسفی              | طاها یوسفی           | رضا سروش                       |
| ۴۰    | ۱۱ مهر ۱۴۰۲      | امشب                            | طاها یوسفی              | طاها یوسفی           | رضا سروش                       |
| ۴۱    | ۱۹ مهر ۱۴۰۲      | رفیق‌های صمیمی (با سینا درخشنده) | پرهام                   | پرهام                | حسین غمگین                     |
| ۴۲    | ۲۸ دی ۱۴۰۲       | قفس                             | رهام هادیان             | رهام هادیان          | میلاد اکبری                    |
| ۴۳    | ۱۵ بهمن ۱۴۰۲     | قشنگ‌قشنگ                        | طاها یوسفی              | طاها یوسفی           | رضا سروش                       |
| ۴۴    | ۱۹ اسفند ۱۴۰۲    | قول بده                         | طاها یوسفی              | طاها یوسفی           | میلاد اکبری                    |
| ۴۵    | ۱۶ فروردین ۱۴۰۳  | برمودا                          | رهام هادیان             | رهام هادیان          | رهام هادیان                    |
| ۴۶    | ۵ اردیبهشت ۱۴۰۳  | جاذبه                           | حسین حافظ               | حسین حافظ            | میلاد ترابی و محسن افراسیابی   |

```
آهنگ‌هایی که ترند بوده‌اند بولد شدند
```

## تیتراژها
| سال انتشار | نام فیلم یا سریال  | نام آهنگ      | تنظیم کننده                    | شعر                     | ملودی        | میکس و مستر |
| ---------- | ------------------ | ------------- | ------------------------------ | ----------------------- | ------------ | ----------- |
| ۱۴۰۳       | شنگول و منگول      |               |                                |                         |              |             |
| ۱۴۰۲       | فیلم ستاره‌بازی     | «گل‌های باغچه» | امیر میلاد نیکزاد              | راوی راد                | راوی راد     | محسن نوری   |
| ۱۳۹۹       | سریال موچین        | «دلمو دزدید»  | امیر میلاد نیکزاد و حسین غمگین | محسن حق نظری            | محمد عابدینی | مهرشاد خنج  |
| ۱۳۹۷       | سریال رقص روی شیشه | «رفت»         | امیرمیلاد نیکزاد               | یاحا کاشانی و ماکان بند | ماکان بند    | نامشخص      |